# 穆圩乡
穆圩乡是中华人民共和国江苏省连云港市灌云县一个已撤销的乡。
2013年1月6日，江苏省人民政府批复同意撤销穆圩乡，将其所辖行政区域划归龙苴镇。